# Lieux et monuments de Joutsa
Parmi les lieux et monuments de Joutsa en Finlande:

## Liste partielle

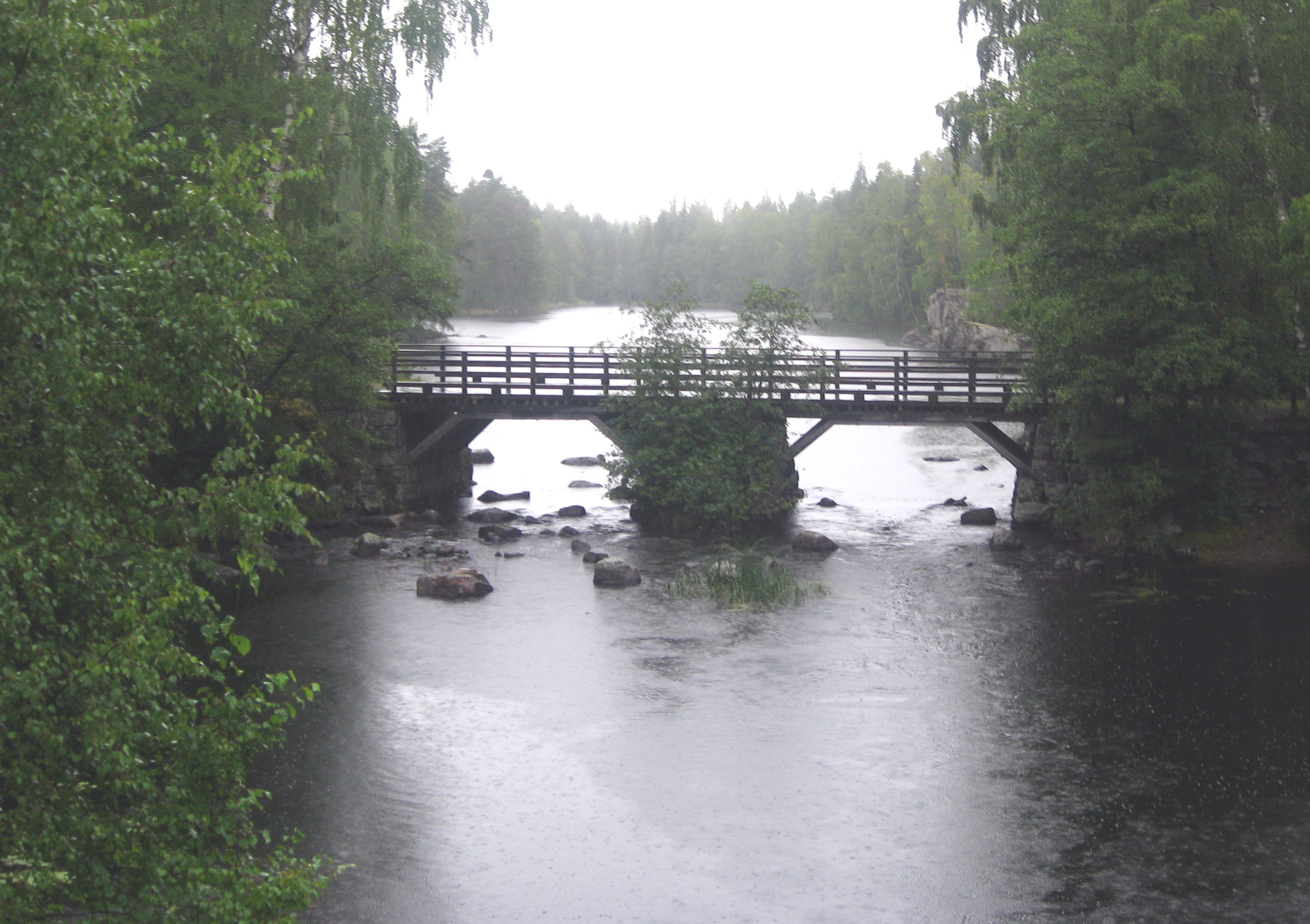
Pont du Viheri.

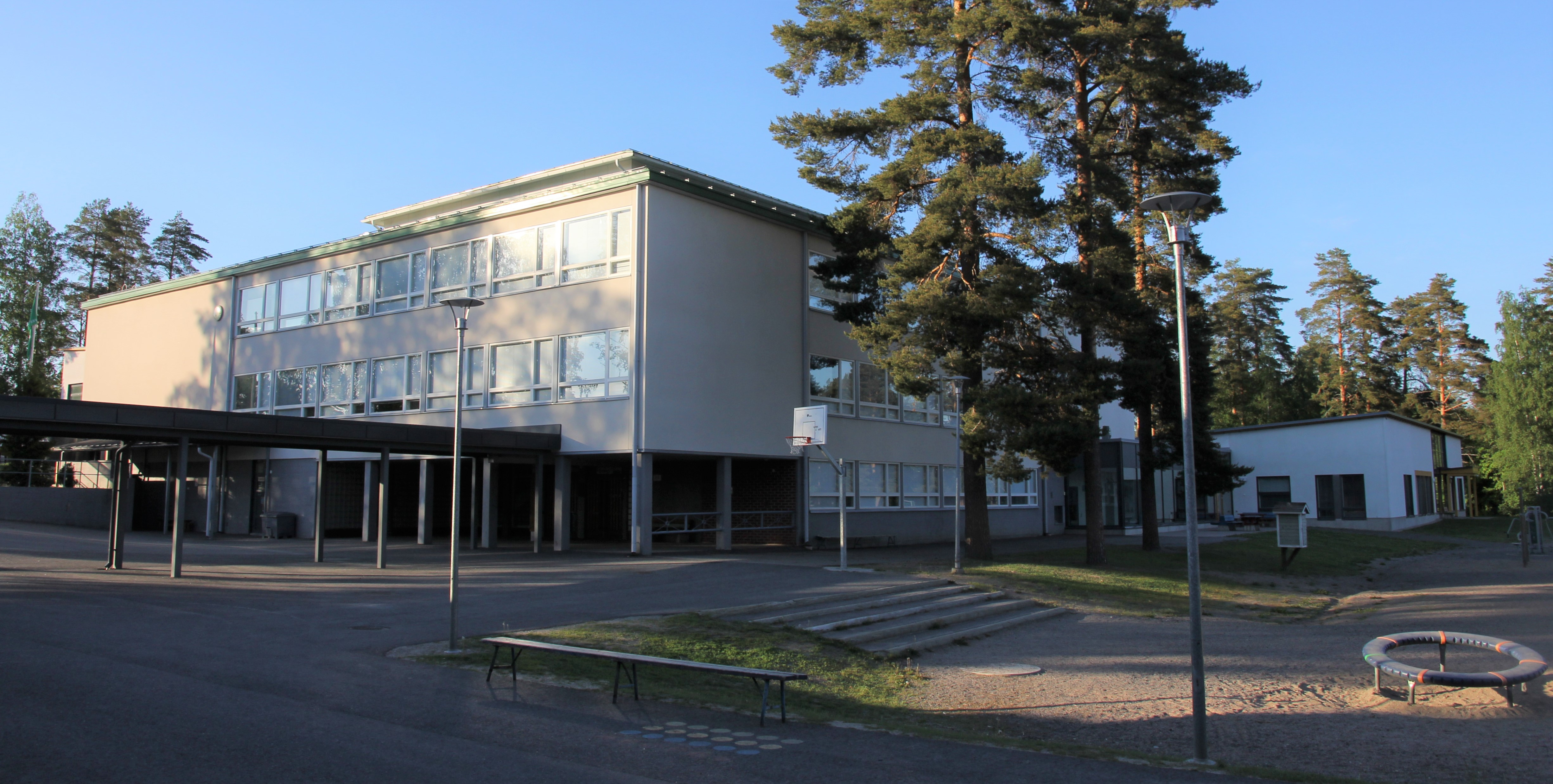
École primaire et lycée.

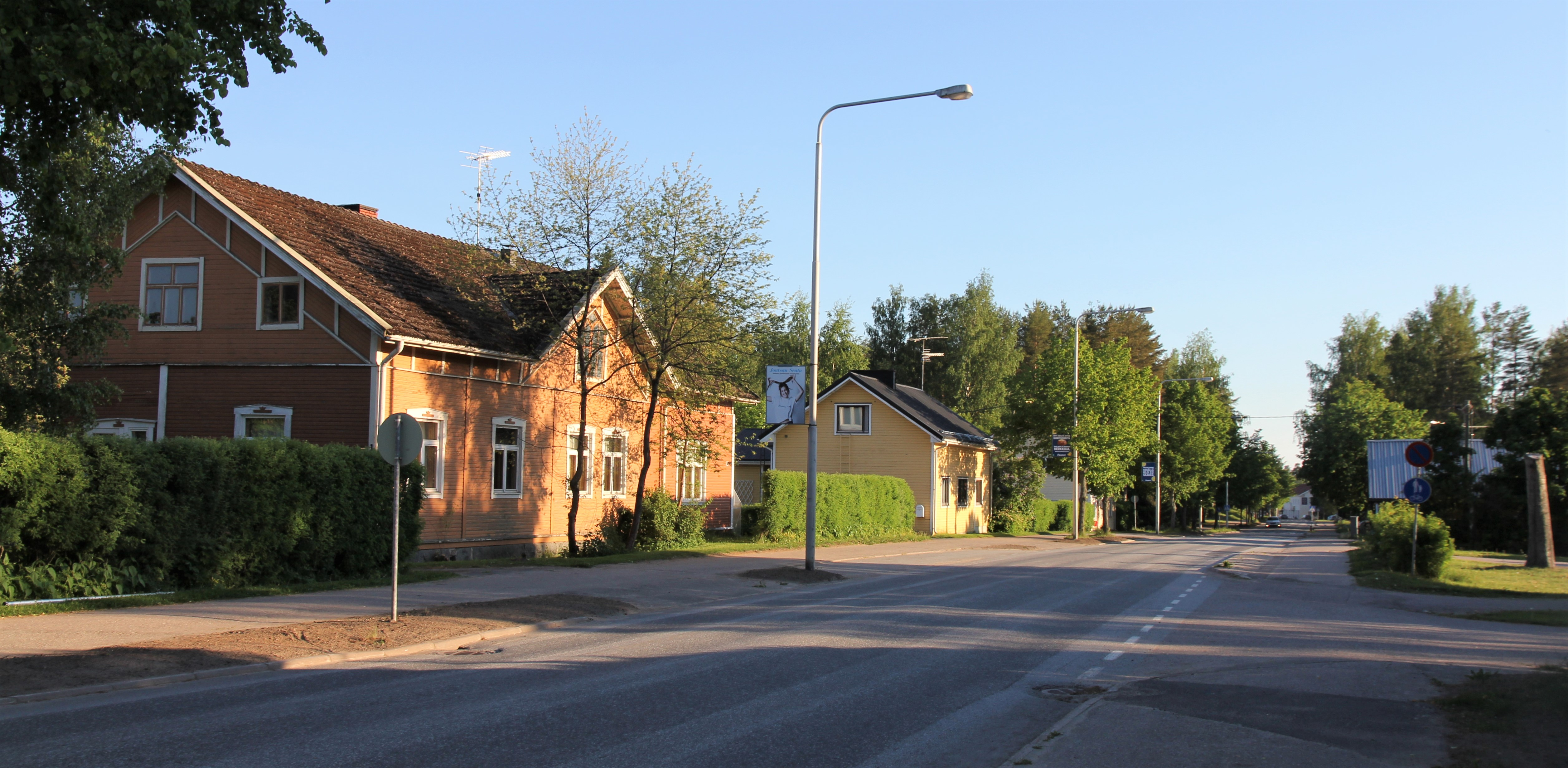
Jousitie.

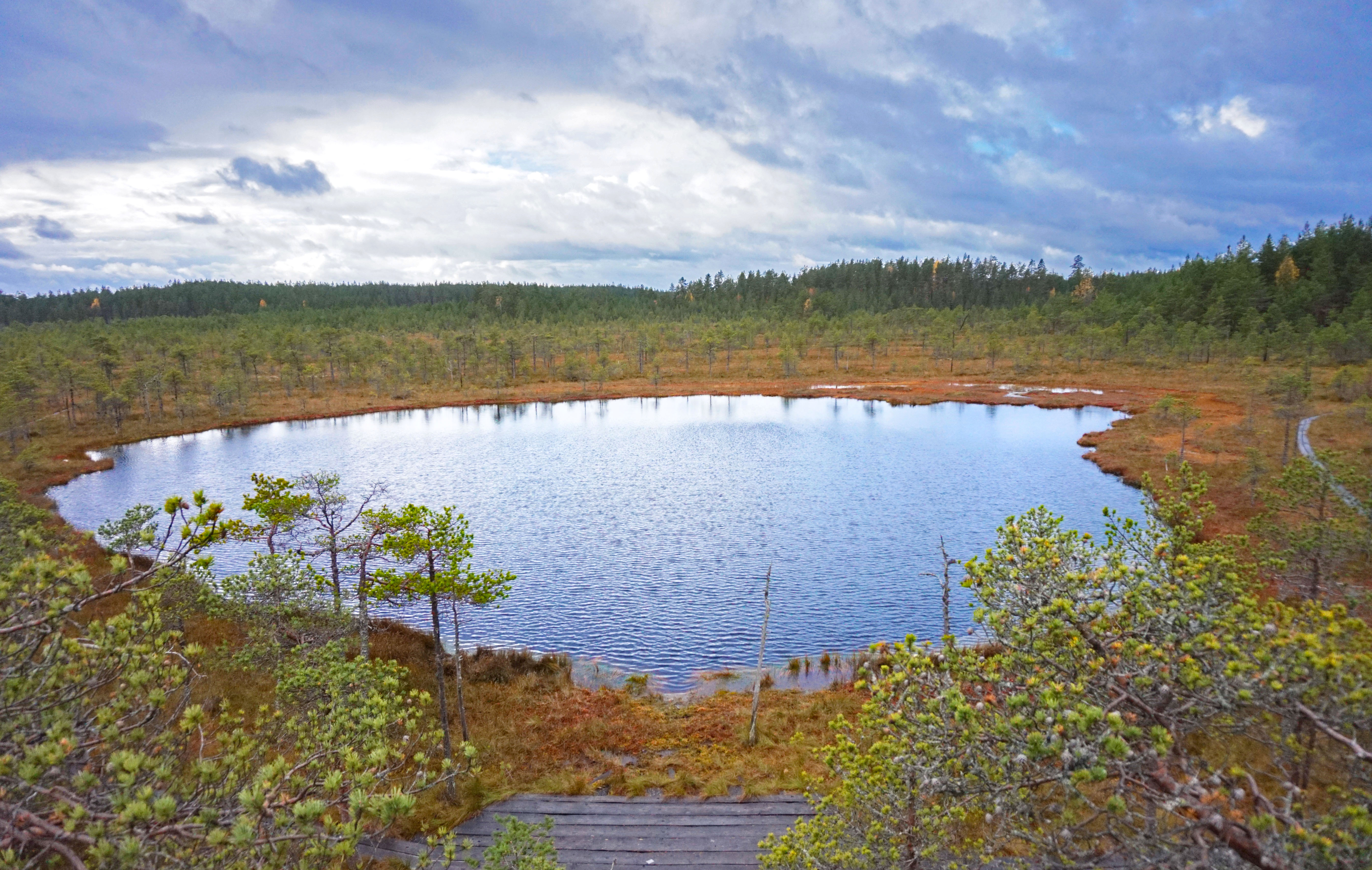
Parc national de Leivonmäki.

| Nom                                         | Description                                        |
| ------------------------------------------- | -------------------------------------------------- |
| Hautasaari                                  | île tombale historique                             |
| Huhmarsaari                                 | Tumulus de l'âge du fer                            |
| Huiska                                      | Possible cimetière historique                      |
| Jousitie                                    | Ancienne voie centrale de Joutsa                   |
| Luhangan kirkko                             | Église de Luhanka                                  |
| Leivonmäen kirkko                           | Église de Leivonmäki                               |
| Joutsa kirkko                               | Église de Joutsa                                   |
| Joutsan kirkon tapuli                       | Clocher de l'église de Joutsa                      |
| Juhanalan metsänvartijatila                 | Ferme du garde forestier de Juhanala               |
| Juhanalan metsänvartijatilan aitta          | Grange du garde forestier de Juhanala              |
| Juhanalan metsänvartijatilan asuinrakennus  | Maison d'habitation du garde forestier de Juhanala |
| Juhanalan metsänvartijatilan riihi          | Grange de séchage du garde forestier de Juhanala   |
| Juhanalan metsänvartijatilan talousrakennus | Dépendance du garde forestier de Juhanala          |
| Metelinniemi                                | Tumulus du début de l'âge des métaux               |
| Sikosaari                                   | ruine de Laponie du début de l'âge des métaux      |
| Viherin silta                               | Pont-musée en bois                                 |
| Viherinkosken kalliomaalaukset              | Peintures rupestres                                |
|                                             | Parc national de Leivonmäki                        |